# Йеникьой
Йеникьой е малък град в окръг Кочарлъ, вилает Айдън, Турция. Към 2010 г. има население от 1475 души.